# Oscar Jespers

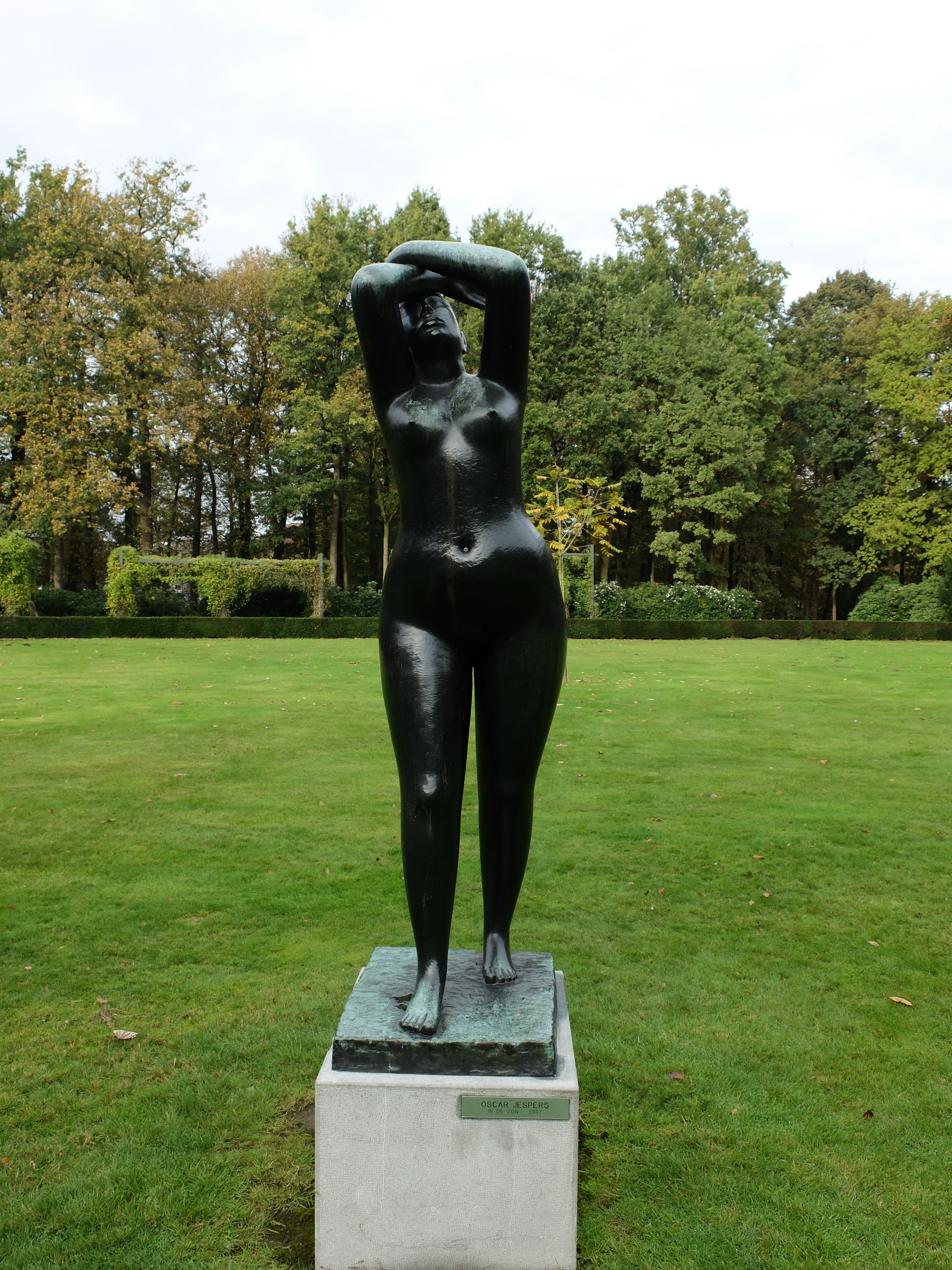
In de zon (1947), Antwerpen

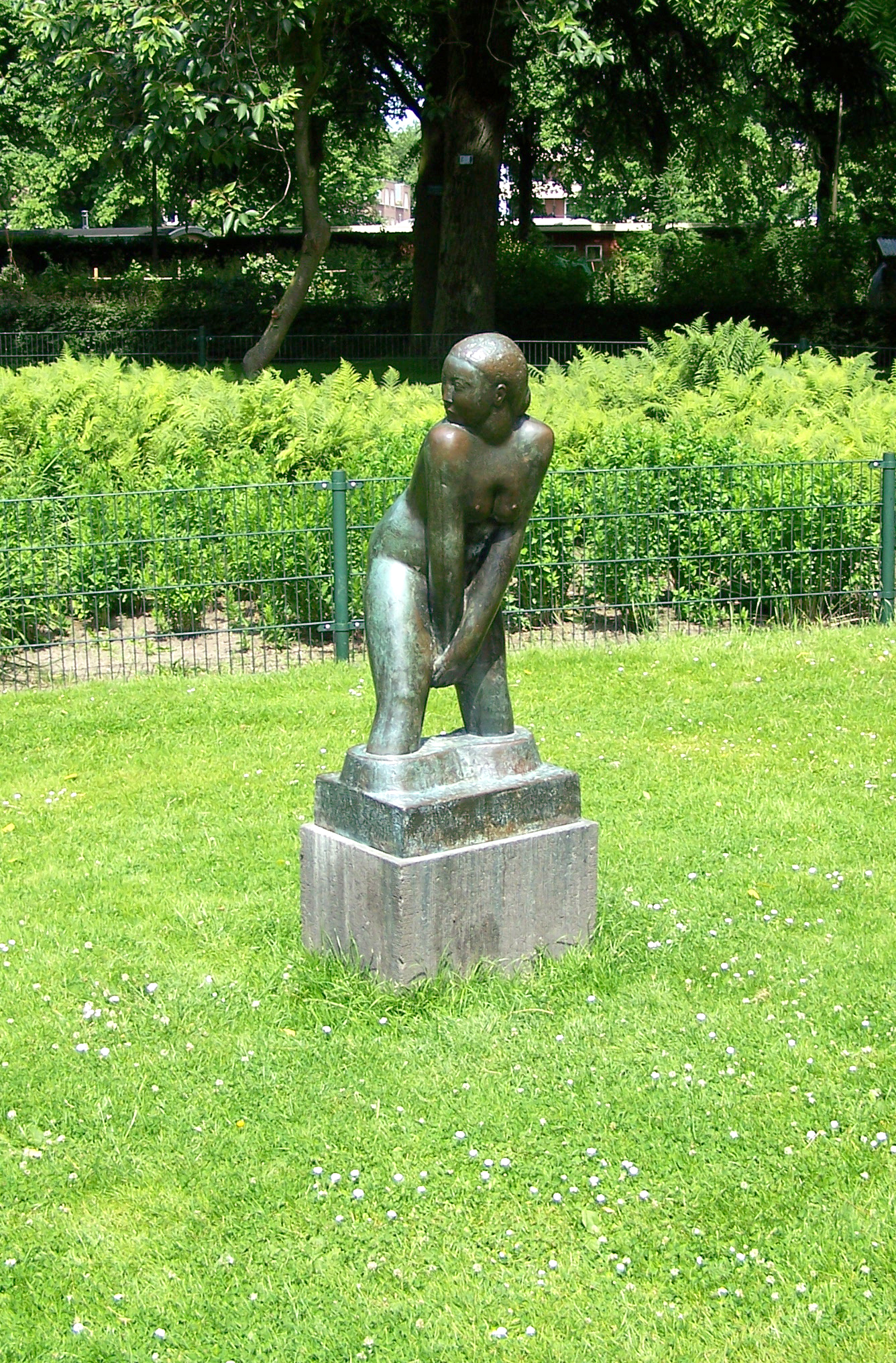
Suzanna (1964), Utrecht

Oscar Jespers (Borgerhout (Anvers közelében), 1887. május 22. – Brüsszel, 1970. december 1.) belga-flamand szobrász, tanár. A kubizmus és az expresszionizmus formanyelvével rokon, monumentális ihletettségű szobrokat mintázott.

## Életpályája
Oscar Jespers Émile Jespers szobrász fia. A szobrászatot az Académie royale des beaux-arts d'Anvers-ban Thomas Vinçotte-nál tanulta. 1912-ben megnyitotta saját műhelyét. Az 1920-as években főleg márványból alkotott kubista stílusú műveket, amelyeket az afrikai művészet hagyományai inspiráltak. Ebben az időszakban készült a világháborús emlékműve (Monument aux Morts) fehér kőből, a korszak egyéb művészeinél kissé naturalistább felfogásban. 1928-ban építtette fel saját házát Woluwe-Saint-Lambert-ben egy avant-gardista építész tervei alapján. Itt élt és alkotott egészen a haláláig, 1970-ig.
Fivérével, Floris Jespers avant-gardista festővel, Paul van Ostaijen költővel és másokkal megalakította a fiatal művészek csoportját Anvers-ben az első világháború után.
Az 1930-as években művészete az expresszionizmus felé fordult – 1932-ben készült a Születés, amely Anvers-ben a Middelheim parki szabadtéri múzeumban látható. Ettől kezdve szobrait kőből, terrakottából, majd a második világháború után bronzból alkotta.
Oscar Jespers a brüsszeli ENSAAD főiskolán tanított. Tanítványai közé tartozott Willy Anthoons, Reinhoud D'Haese, Thérèse van der Pant, Michel Smolders és André Willequet.

## Emlékezete
A Woluwe-Saint-Lambert negyedben egy utca őrzi a nevét (avenue Oscar Jespers).

## Művei (válogatás)
- Első világháborús emlékmű (Monument aux Morts de 1914-1918) – Oostduinkerke
- A születés  (La Naissance) 1932) – parc Middelheim – Anvers
- A fogoly (Brüsszel, Muséée des Beaux-Arts)
- le monument funéraire de van Ostaijen (1937) – Schoonselhof temető – Anvers
- Au Soleil (1947) – parc Middelheim – Anvers
- a tél (L'Hiver) (+/- 1950) – parc du Cinquantenaire – Brüsszel
- La Grande Trapéziste (1958) – Woluwe-Saint-Lambert (Poséidon sportközpont)
- le bas-relief de l'Office des chèques postaux, rue de la Croix de Fer, Brüsszel (az épületet Victor Bourgeois építette)
- Les Quatre Saisons (fríz) – a C.G.E.R. fala rue du Fossé aux Loups, Brüsszel
- Dombormű Edgard Tytgat festő házának falán, amely a festőt ábrázolja, egy fiatal modelljével – rue de la Cambre 262 – Woluwe-Saint-Lambert)
- Suzanna (1964) – Utrecht, Park Oog